# Evert Lindfors

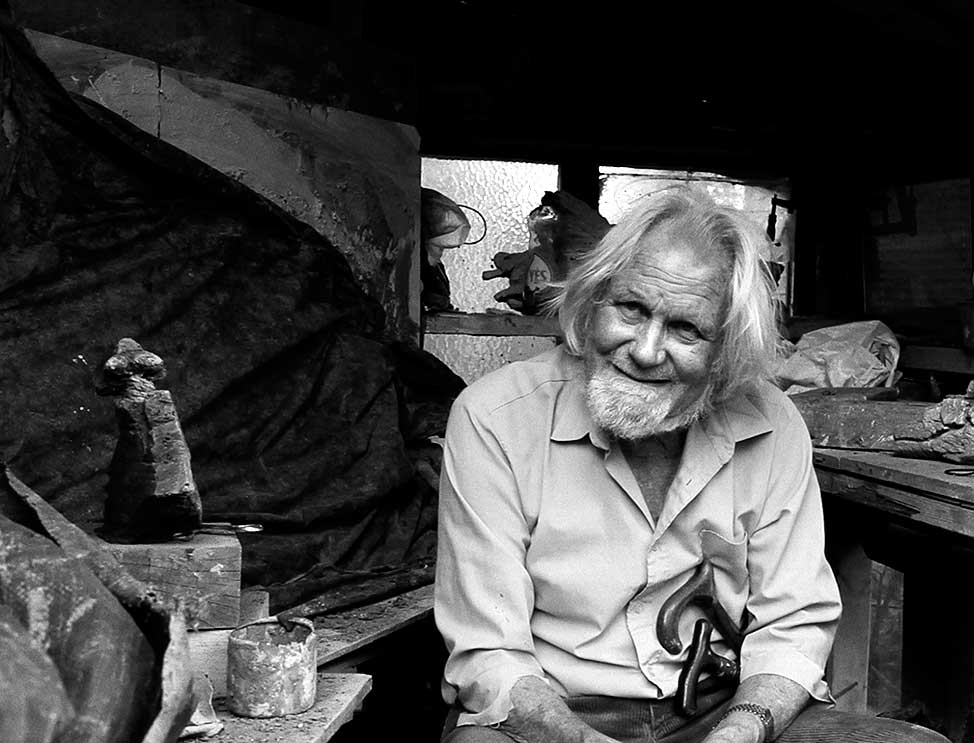
Evert Lindfors vid ateljén på Djurö 2013.

Evert Lindfors, född 1927 i Visby, död 2016 i Lacoste, Frankrike, var en svensk målare och skulptör.
Evert Lindfors växte upp i Visby under små förhållanden i en syskonskara med sju barn. Han flyttade 1946 till Stockholm och reste tillsammans med konstnären Harry Moberg 1947 till Frankrike, där han utbildade sig på École des Beaux-Arts i Paris. Han arbetade från mitten av 1950-talet som målare i Lacoste i Provence i Frankrike. Mot slutet av 1960-talet övergick han till skulptur i terracotta. Han träffade Torsten Renqvist i Paris 1968 och de båda arbetade därefter tillsammans med skulptur i Lacoste. Han var till sin död gift med målaren Barbro Blomqvist-Lindfors (1930–2017) och bodde i Lacoste och på Djurö utanför Stockholm.
| ”                | Den vackraste och bästa leran för modellering fann jag i Luberonbergen på samma ställe där romarna hade tagit sin lera för tegelpannor och andra föremål. Jag tvättade den och preparerade den. Efter en handfull år hade det blivit mer än tusen skulpturer. Dokumentationen av livet på landsbygden tog tre år. Reliefer som berättade om årets olika skördar, körsbärsplockningen, sparrisupptagningen, porträtt av män och kvinnor. Också människor i deras olika dagliga dramer. Vidare interiörer hos bönderna och mot slutet alla djuren. Allt modellerades direkt på platsen. I djurserien tillbringade jag en vecka i ett hönshus. | „ |
| – Evert Lindfors | |   |

## Offentliga verk i urval
- Mexikanskt djur, terracotta, Örebro stadsbibliotek
- Safari, stengods, 1985, Bostadsrättsföreningen Illern i Jarlaberg i Nacka
- Noaks ark, terracotta, omkring 1994, Avignon i Frankrike
- Noaks ark, skulpturgrupp med ett 40-tal djur i terracotta, 2010, entrén till nya kommunhuset  Visborgsområdet i Visby
- Hommage à van Gogh, terracotta, 2008, Almedalsbiblioteket i Visby
- Lindfors finns representerad vid bland annat Nationalmuseum[4] i Stockholm.